# Gabriel Briones
Gabriel Briones Esquivel (1870-1946) fue un periodista y escritor español.

## Biografía
Nació el 8 de enero de 1870 en Sevilla. Periodista y autor dramático, terminados sus estudios se trasladó a Madrid entrando en la redacción de La Época. Sus cuentos y narraciones le merecieron elogios de la crítica. Entre sus narraciones se encontraron publicaciones como Cuentos y Fuertes y débiles. Por otra parte fue autor de obras teatrales como  Las damas negras, Rosario, Las parrandas, María del Pilar, Las travesuras de Figaro, La mujer del Tremendo, El marido pintado, El baile de cabezas, La manzana de oro y El hijo de Buda. Falleció el 18 de marzo de 1946.